# Hargs socken
För andra betydelser, se Hargs socken (olika betydelser).
Hargs socken i Uppland ingick i Frösåkers härad, uppgick 1957 i Östhammars stad och området ingår sedan 1971 i Östhammars kommun och motsvarar från 2016 Hargs distrikt.
Socknens areal var 193,08 kvadratkilometer, varav 188,0 land. År 2000 fanns här 865 invånare. Hargshamn samt tätorten och kyrkbyn Harg med sockenkyrkan Hargs kyrka ligger i socknen.

## Administrativ historik
Socknen har medeltida ursprung. Medeltida omfattning: Hargs socken omfattar i medeltids- och UH-materialet den nuvarande socknen (1950). År 1291 ”in parochia Harg” (DS 1031). Kyrkby: Hargs by. (UH = Upplands handlingar,  i KA (Kammararkivet) från 1922 ingående i Riksarkivet.)
(DS = Diplomatarium Suecanum , utg av J G Liljegren m.fl. I-VI, VIII:1-3, IX:1, X:1, Sthlm 1829-1970)
Vid kommunreformen 1862 övergick socknens ansvar för de kyrkliga frågorna till Hargs församling och för de borgerliga frågorna till Hargs landskommun. Landskommunen inkorporerades 1952 i Frösåkers landskommun som 1957 uppgick i Östhammars stad som 1971 ombildades till Östhammars kommun, då också området övergick från Stockholms län till Uppsala län. Församlingen uppgick 2006 i Frösåkers församling.
1 januari 2016 inrättades distriktet Harg, med samma omfattning som församlingen hade 1999/2000.  
Socknen har tillhört län, fögderier, tingslag och domsagor enligt vad som beskrivs i artikeln Frösåkers härad. De indelta soldaterna tillhörde Livregementsbrigadens kyrassiärkår, Roslags skvadron/Uppsala skvadron. De indelta båtsmännen tillhörde Norra Roslags 1:a båtsmanskompani.

## Geografi
Hargs socken ligger söder om Östhammar vid Roslagskusten kring Hargsån och sjön Gisslan och omfattar även några öar som Värlingsö och Tvärnö. Socknen är jämn mossrik skogsbygd.
Riksväg 76 går genom socknen i nord-sydlig riktning. Småorter är Sandika, Hargs kyrkby och Sanda. Vid Hargs kyrkby ligger Hargs bruk.
I socknens södra del ligger Valkröråsens naturreservat. Här går även vandringsleden Upplandsleden och här ligger sjön Gisslaren. I sydöst avgränsas socknen av Galtfjärden och Singöfjärden. I nordost avgränsas socknen av Östhammarsfjärden och av Östhammars tätort.

## Fornlämningar
Från bronsåldern finns spridda gravrösen vid kusten. Från järnåldern finns gravfält. En runsten är funnen.

## Namnet
Namnet skrevs 1291 Harg och innehåller harg, 'kultplats'.